# Unione Sportiva Pistoiese 1960-1961
Questa pagina raccoglie le informazioni riguardanti l'Unione Sportiva Pistoiese nelle competizioni ufficiali della stagione 1960-1961.

## Rosa
| N. |                   | Ruolo | Calciatore      |
| -- | ----------------- | ----- | --------------- |
|    | Italia (bandiera) | C     | Achille Baldini |
|    | Italia (bandiera) | A     | Vito Bernardis  |
|    | Italia (bandiera) |       | Bessi           |
|    | Italia (bandiera) | A     | Renzo Bonin     |
|    | Italia (bandiera) | C     | Renzo Carpini   |
|    | Italia (bandiera) | C     | Fernando Cerri  |
|    | Italia (bandiera) |       | Di Clemente     |
|    | Italia (bandiera) | D     | Giovanni Foresi |
|    | Italia (bandiera) |       | Granchetti      |
|    | Italia (bandiera) | A     | Giorgio Ive     |

| N. |                   | Ruolo | Calciatore         |
| -- | ----------------- | ----- | ------------------ |
|    | Italia (bandiera) | D     | Pasquale Malvolti  |
|    | Italia (bandiera) | P     | Loris Meliconi     |
|    | Italia (bandiera) | D     | Mario Mori         |
|    | Italia (bandiera) | C     | Alberto Novelli    |
|    | Italia (bandiera) |       | Spinelli           |
|    | Italia (bandiera) | A     | Narciso Taffarello |
|    | Italia (bandiera) | P     | Riccardo Toros     |
|    | Italia (bandiera) | D     | Romolo Tuci        |
|    | Italia (bandiera) | C     | Uliano Vettori     |
|    | Italia (bandiera) | A     | Giancarlo Vitali   |